# Черна в Пошумави
Черна в Пошумави (чеш. Černá v Pošumaví) је насељено мјесто са административним статусом сеоске општине (чеш. obec) у округу Чешки Крумлов, у Јужночешком крају, Чешка Република.

## Становништво
Према подацима о броју становника из 2014. године насеље је имало 831 становника.